# John Fryer (Musikproduzent)
John Fryer (* 1958 in London, England) ist ein britischer Toningenieur und Musikproduzent.
Fryer begann seine Karriere 1979 als Assistent in den Blackwing Studios, mit denen er beruflich neun Jahre verbunden blieb. Er produzierte zwischen 1981 und 1989 ausschließlich für Bands der Musiklabels Mute Records und 4AD. Über 25 Jahre wirkte er als Produzent in den Feldern Pop, Alternative Rock und geistiger Stimmungsmusik. Das Ergebnis waren dutzende Alben, Singles und Remixes unter anderem mit Depeche Mode, den Cocteau Twins oder Nine Inch Nails und der finnischen Rock-Band HIM.
2003 begründete er das Label Something To Listen To Records.
2011 spielte mit seiner Band DarkDriveClinic erstmals ein Album ein, bei dem er selbst als Musiker mitwirkte.

## Diskografie (Auszug)
- 1981: Incontinent – Fad Gadget (Mute)
- 1982: Under the Flag – Fad Gadget (Mute)
- 1983: Head Over Heels – Cocteau Twins (4AD)
- 1984: It’ll end in Tears – This Mortal Coil (4AD)
- 1984: Tocsin – Xmal Deutschland (4AD)
- 1985: Hail – He Said (Mute)
- 1985: Colourbox – Colourbox (4AD)
- 1986: Filigree and Shadow – This Mortal Coil (4AD)
- 1986: Medusa – Clan of Xymox (4AD)
- 1986: Standing up Straight – The Wolfgang Press (4AD)
- 1988: Take Care – He Said (Mute)
- 1989: Pretty Hate Machine – Nine Inch Nails (Tvt)
- 1989: Scar – Lush (4AD)
- 1989: Love and Rockets – Love and Rockets (RCA)
- 1989: It’s Beginning to and Back Again – Wire (Restless)
- 1990: Coming Down – Daniel Ash (RCA)
- 1990: Comforts of Madness – Pale Saints (4AD)
- 1990: Head Down – MOEV (Nettwerk)
- 1991: Magic Seed – Easy (Mute)
- 1991: Blood – This Mortal Coil (4AD)
- 1991: Home is in Your Head – His Name is Alive (4AD)
- 1992: Storybook – The Beautiful (Giant)
- 1992: Blow – Swallow (4AD)
- 1992: I – Die Krupps (Rough Trade)
- 1992: A Tribute to Metallica – Die Krupps (Rough Trade)
- 1994: Ungod – Stabbing Westward (Columbia)
- 1995: Burn – Sister Macine Gun (Wax Trax)
- 1996: Gravity Kills – Gravity Kills (Tvt)
- 1996: One of our Girls – AC Marias (Mute)
- 1996: Sweet F.A. – Love and Rockets (American)
- 1996: Wither Blister Burn and Red – Stabbing Westward (Columbia)
- 1997: Tiny Warnings – Radio Iodine (Universal)
- 1997: Metropolis – Sister Macine Gun (Tvt)
- 1998: Telepathic Last Words – Course of Empire (Tvt)
- 1998: Words Become Worms – Love in Reverse (Warner)
- 1999: Razorblade Romance – HIM (Gun)
- 2011: Noise in my head – DarkDriveClinic